# Djurförsök

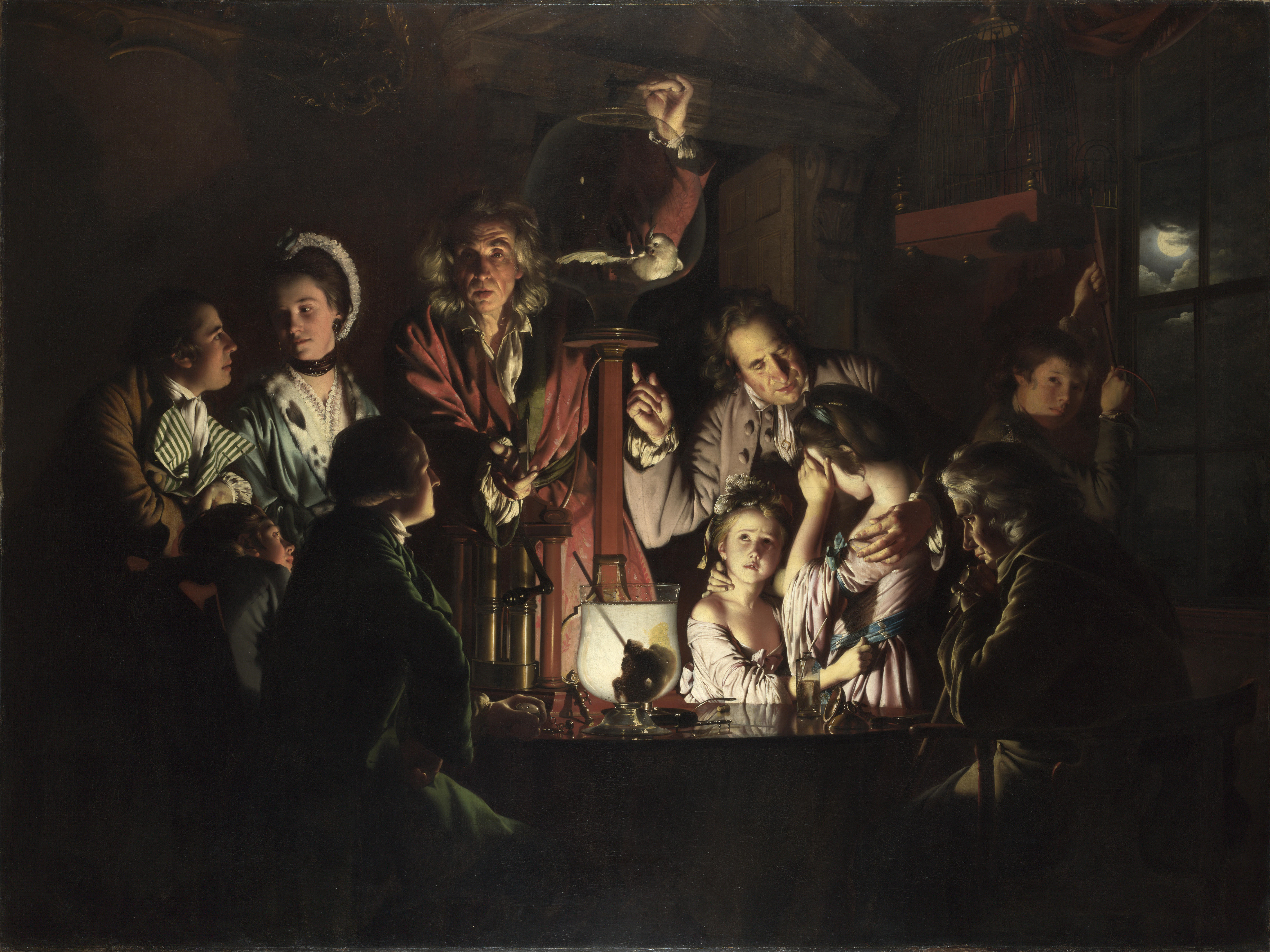
En fågel under en vakuumklocka (1768)

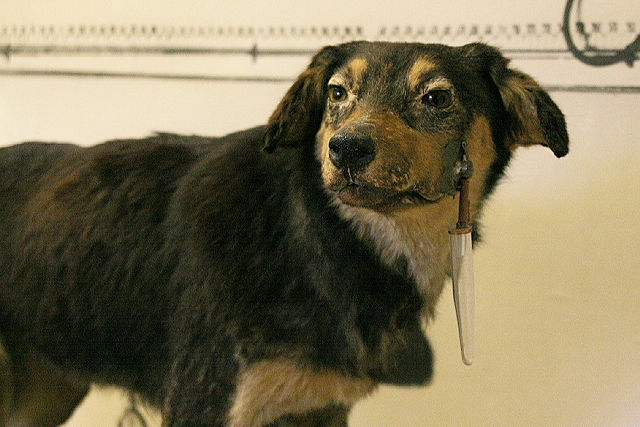
Hund som ingick i Ivan Pavlovs djurförsök.

Djurförsök eller djurtester är ett samlingsnamn för användning av djur i forskningsverksamhet, i tester av ämnen och produkter, i utbildningssyfte såväl som vid diagnos av sjukdomar och tillverkning av biologiska produkter. Definitionen av djurförsök varierar mellan olika länder. 

## Försöksdjur
De djurarter som framför allt används i djurförsök är möss, råttor, fiskar och hönsfåglar. Även kaniner, marsvin, hamstrar, hundar, katter, får, kor och apor förekommer i djurförsök. Man använder försöksdjur då det inte finns något in vitro system som motsvarar människans metabolism. Test med försöksdjur har fått hård kritik, framförallt från s.k. djurrättsaktivister.
En variant är att överföra celler eller kromosomer via xenotransplantation från människa till djur för djurförsök, se människoceller i djur.

## Djurförsök i världen

### Djurförsök i Sverige
I den svenska definitionen av djurförsök inkluderas även provfiske, beteende- och utfodringsstudier samt djur som avlivas för att deras kroppar eller delar av kropparna (till exempel organ, vävnader eller celler) ska användas. Enligt den svenska definitionen användes 6 806 712 försöksdjur i Sverige år 2008. Den största delen, 84,86 %, av dessa utgjordes av provfiske. Enligt den europeiska definitionen hade antalet använda försöksdjur samma år istället varit 501 457.
Alla läkemedel i Sverige måste genomgå djurtester, undantag finns för kopior av gamla läkemedel som har genomgått djurtester.
Ansvarig myndighet för djurförsök i Sverige är Statens jordbruksverk sedan 1 juli 2007, då Djurskyddsmyndigheten lades ner.

#### Etiska nämnder
Djurförsök får inte utföras i Sverige utan att försöket godkänts av en djurförsöksetisk nämnd. Varje nämnd består av en ordförande, en vice ordförande och tolv ordinarie ledamöter där ena hälften är forskare och försökdjurspersonal medan den andra hälften är lekmän med några representanter från djurskyddsorganisationer. Kravet på etisk prövning gäller levande däggdjur, fåglar, kräldjur, groddjur, fiskar och rundmunnar. Varken ringmärkning av fåglar eller utfodringsförsök som genomförs i samband med vanlig djurhållning behöver prövas. Ansökningar till de djurförsöksetiska nämnderna är offentliga handlingar.
Lokala nämnders beslut kan numera överklagas till Centrala djurförsöksetiska nämnden. 

#### Djur som får användas i försök
För att få använda försöksdjur så är ett av kraven att djuren är destinationsuppfödda, d.v.s. uppfödda för att användas i försök. Denna regel gäller mus, råtta, marsvin, hamster, gerbil, kanin, hund, katt, iller, vaktel, samtliga primatarter och samtliga arter av genetiskt modifierade ryggradsdjur. Vid undervisning i hållande och skötsel av djur så finns även undantag för några av ovanstående arter. 
För hundar och katter som hålls som sällskapsdjur finns ett undantag som ges vid till exempel klinisk prövning av läkemedel för djur eller när förekomsten av en sjukdom inom en viss ras ska undersökas genom exempelvis blodprovstagning eller annan enklare undersökning. Dessa sällskapsdjur är då försöksdjur under den tid de används, så etiskt godkännande av försöket krävs. 
På vilt levande djur som inte hålls i fångenskap är det inte tillåtet att göra några försök som innebär operativa ingrepp, utan endast enklare försök som exempelvis beteendestudier eller blodprovstagning för att kontrollera hur utbrett ett smittämne är. För att få använda djur som är infångade i naturen måste det vara omöjligt att använda andra djurarter eller samma djurart som är uppfödd i fångenskap.
Människoapor och gibboner får inte användas i djurförsök, undantaget om de hålls i en djurpark då vissa beteendestudier får utföras.

### Djurförsök i EU
EU-lagstiftningens definition av djurförsök är betydligt mer begränsad än den svenska och inkluderar till exempel endast djur som utsätts för ingrepp, minst i form av ett nålstick till exempel vid injektioner. Djur som avlivas utan föregående ingrepp ingår inte i definitionen eller i djurförsöksstatistik från EU.
EU-kommissionen sammanställer djurförsöksstatistik vart tredje år. Den senaste är från 2005. Enligt denna statistik användes 12,1 miljoner djur i djurförsök inom EU under 2005. Den största delen av försöksdjuren är möss med 53%.
Sedan 2004 är det förbjudet att utföra djurtester på kosmetiska och hygieniska produkter inom EU. Den säkerhetsbedömning som är obligatorisk för tillverkare och importörer skall enligt kosmetikdirektivet baseras på toxikologisk information om de ingående ingredienserna.

### Djurförsök i USA
I USA:s djurskyddslagstiftning definieras inte råttor, möss, fåglar och fiskar, det vill säga de mest använda försöksdjuren, som djur. De är alltså inte skyddade av lagstiftningen och de räknas oftast inte heller med i statistik över antalet djur som använts i försök.

## Alternativ till djurförsök
Intresset för att ersätta djurförsök har ökat, inte minst som ett resultat av EU:s förbud mot kosmetikatester på djur. Även EU:s nya lagstiftning för registrering och kontroll av kemikalier, REACH, har inneburit att intresset för att få fram nya testmetoder som kan ersätta djurtesterna, ökat kraftigt. Genom sina forskningsramprogram satsar EU pengar på projekt för att ersätta djurtester särskilt, för kemikalier och läkemedel.
De vanligaste alternativen till djurförsök vid forskning och tester är olika cellmodeller, men även datormodeller är vanliga, inte minst inom utbildning och vid utveckling av läkemedel. Andra alternativ inkluderar kemiska analysmetoder, attrapper och modeller i olika material, och tekniker som gör det möjligt att utföra riskfri forskning på frivilliga människor.
I Sverige kan forskningsstöd till utveckling av alternativa metoder fås från Vetenskapsrådet och Forska utan djurförsök.

## Etiska aspekter av djurförsök

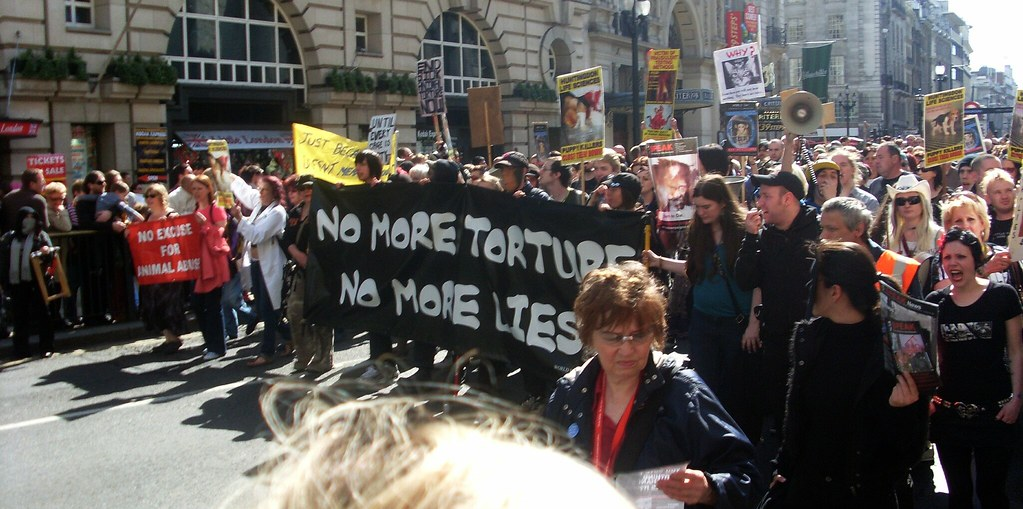
Människor protesterar mot djurförsök i London år 2009

De flesta djuren avlivas efter att ha använts i ett experiment.  De flesta djuren som används i djurförsök är särskilt uppfödda för att användas i djurförsök, medan en minoritet fångas i naturen eller levereras av återförsäljare. Anhängare av användningen av djur i experiment hävdar att praktiskt taget alla medicinska prestationer under 1900-talet förlitade sig på användningen av djur på något sätt. De hävdar också att datamodeller inte kan ersätta djurförsök då interaktionerna mellan molekyler, celler, vävnader, organ, organismer och miljö är så pass komplex. Djurrättsorganisationer – som PETA – ifrågasätter däremot behovet av och legitimiteten av djurförsök och hävdar att det är grymt. De hävdar också att medicinska framsteg hålls tillbaka av vilseledande djurmodeller som inte tillförlitligt kan förutsäga effekter på människor, att vissa av testerna är föråldrade, att kostnaderna överväger fördelarna och att djur har inneboende rätt att inte användas eller skadas i experiment. 
Systematiska översikter har funnit att djurförsök ofta misslyckas med att exakt spegla resultaten hos människor. Till exempel noterade en granskning från år 2013 att cirka 100 vacciner har visat sig förebygga hiv hos djur, men inget av dem hade fungerat på människor. En granskning från år 2006 fann flera studier där det fanns lovande resultat för nya läkemedel på djur, men kliniska studier på människor visade inte samma resultat. Forskarna föreslog att detta kan bero på forskares partiskhet, eller helt enkelt på att djurmodeller inte exakt återspeglar människans biologi. Dessa misslyckanden lyfts fram av de som är emot djurförsök som ett viktigt argument emot djurförsöken. Detta då djuren utsätts för lidande utan att någon faktisk nytta skapas. Andra menar dock att försöksdjur kommer att vara nödvändiga under lång tid framöver. Jonas Nilsson, professor i experimentell cancerkirurgi som år 2016 lede en forskargrupp på Sahlgrenska Cancer Center i Göteborg, som letar nya sätt att behandla cancer på är en av dessa. Han lyfter särskilt fram att den mest lovande behandlingen mot melanom och annan cancer, så kallad immunterapi, helt utvecklats från fynd i möss och att denna aldrig hade kunnat förutspås eller uppnås i odlingar.
Nederländerna och Nya Zeeland har svarat på allmänhetens oro genom att förbjuda invasiva experiment på vissa icke-mänskliga primater, särskilt människoapor. Med hänvisning till etiska överväganden och tillgången till alternativa forskningsmetoder, tillkännagav amerikanska NIH år 2013 att de dramatiskt skulle minska och så småningom fasa ut experiment på schimpanser. Den brittiska regeringen har å sin sida krävt att kostnaden för djuren i ett experiment ska vägas mot den vinsten som forskningen kan ge. EU-parlamentet röstade år 2021 för att EU ska arbeta för att fasa ut djurförsök i forskning. Samtidigt har det uppmärkamats att en del företag helt enkelt flyttar djurförsöken utomlands till bland annat Kina där regleringen inte är lika hård som i EU.
Samtidigt har de som ägnat sig år djurförsök utsatts för hot och våld. År 2006 stängde en forskare vid University of California, Los Angeles (UCLA) ner experimenten i sitt labb efter hot från djurrättsaktivister. Forskaren hade fått bidrag för att använda 30 makaker till  synexperiment; där varje apa bedövades för ett fysiologiskt experiment som varade i upp till 120 timmar och sedan avlivades. Forskarens namn, telefonnummer och adress publicerades på webbplatsen för Primate Freedom Project. Demonstrationer hölls också framför hans hem. En molotovcocktail placerades på verandan till vad som troddes vara hemmet för en annan UCLA-forskare; istället lämnades den av misstag kvar på verandan till en äldre kvinna utan anknytning till universitetet. Djurrättsaktivister tog på sig ansvaret för attacken. Som ett resultat av kampanjen skickade forskaren ett mejl till Primate Freedom Project där det stod att de vinner och att han önskade att hans familj skulle lämnas i fred. I en annan incident vid UCLA i juni 2007 placerade djurättsaktivister en bomb under bilen till en UCLA läkare som experimenterat på katter och näsapor; bomben hade en trasig säkring och detonerade inte. Även i Sverige har forskare som använder djur i sin forskning utsatts för bland annat hot. I Sverige är dock en militanta djurrättsrörelsen liten i förhållande till de delar som ägnar sig åt traditionell lobbying och opinionsbildning.